# Rubens Augusto de Souza Espínola
Dom Rubens Augusto de Souza Espínola (São Carlos, 8 de junho de 1928 — Paranavaí, 28 de dezembro de 2017) foi  um bispo católico brasileiro. Esteve à frente da Diocese de Paranavaí.
Em 20 de dezembro de 1980, o Papa João Paulo II o nomeou Bispo Titular de Bilta e Bispo Auxiliar de São Luís de Montes Belos. O núncio apostólico no Brasil, Dom Carmine Rocco, o consagrou bispo em 19 de março do ano seguinte; Os co-consagrantes foram Ruy Serra, Bispo de São Carlos, e Estanislau Arnoldo Van Melis CP, Bispo de São Luís de Montes Belos.
Em 12 de outubro de 1985 foi nomeado Bispo de Paranavaí. Em 3 de dezembro de 2003, o Papa João Paulo II aceitou sua renúncia por motivos de idade.

## Morte
Em 28 de dezembro de 2017, foi encontrado morto em casa por uma funcionária que o chamaria para o café.